# Iori Sakamoto
Iori Sakamoto (japanisch 坂元 一渚璃 Sakamoto Iori; * 22. November 2004 in der Präfektur Hyōgo) ist ein japanischer Fußballspieler.

## Karriere
Iori Sakamoto steht seit dem 1. Februar 2023 beim Iwaki FC unter Vertrag. Der Verein aus Iwaki, einer Stadt in der Präfektur Fukushima, spielt in der zweiten japanischen Liga. Sein Zweitligadebüt gab Iori Sakamoto am 19. März 2023 (5. Spieltag) im Heimspiel gegen Tokushima Vortis. Bei dem 1:0-Erfolg wurde er in der 87. Minute für Kaina Tanimura eingewechselt. Nach insgesamt fünf Ligaspielen wechselte er im Juli 2024 zum Fünftligisten Blancdieu Hirosaki FC. Mit dem Verein aus Hirosaki spielte er siebenmal in der Tohoku Soccer League (Div. 1). Nach der Ausleihe kehrte er im Januar 2025 nach Iwaki zurück.